# Nikolaus Glossenus
Nikolaus Glossenus (auch Clossenus; * um 1510 in Hamburg; † 6. Juli 1547 in Magdeburg) war ein deutscher lutherischer Theologe.

## Leben
Glossenus tritt erst als Wittenberger Magister hervor, der am 26. März 1527 dort seine Studien begonnen hatte. Vielleicht ist er identisch mit Nikolaus Cördes in Hamburg. Auf Martin Luthers Empfehlung berief ihn der Rat der Stadt Reval am 9. Juli 1533 als Superintendenten. Vier Kandidaten vorher hatten sie abgelehnt. Glossenus nahm an und blieb vier Jahre in der Hansestadt.
Als die Universität Greifswald 1539 als lutherische Universität neu eröffnet wurde, hatte Glossenus dort größere Aussichten. Zuerst ging er als Propst nach Greifswald, dann erhielt er die Stelle, die vor ihm Johannes Knipstro innehatte, und wurde noch im selben Jahr zum ersten Professor ernannt. Doch auch dieses Amt befriedigte ihn nicht lange. Als Nikolaus von Amsdorf nach Naumburg (Saale) ging und seine Stelle in Magdeburg frei wurde, wurde Glossenus 1544 sein Nachfolger.